# Narodowy Teatr im. Eugène’a Ionesco w Kiszyniowie
Narodowy Teatr im. Eugène’a Ionesco w Kiszyniowie (rum. Teatrul Național „Eugène Ionesco” din Chișinău) – mołdawski teatr dramatyczny, założony w 1991 roku, w Kiszyniowie. Od czerwca 2016 jest narodową instytucją kultury Republiki Mołdawii. Patronem teatru jest awangardowy francuski dramaturg pochodzenia rumuńskiego, współtwórca teatru absurdu, Eugène Ionesco.